# Aylar Lie
Aylar Dianati Lie (Persa: آیلار دیانتی لی) y nacida con el nombre Sharareh (Teherán, Irán, 12 de febrero de 1984) es una modelo, cantante y exactriz pornográfica con gran fama en Noruega.

## Carrera
Aylar llegó a Noruega a los dos años de edad y fue criada por padres adoptivos noruegos. Ella es trilingüe, hablando noruego y persa muy fluidamente e inglés, aunque este último no con tanta fluidez. En diciembre del 2004, Lie dijo haber tenido un encuentro sexual con el cantante inglés Robbie Williams, no obstante el cantante y sus representantes lo negaron.
Lie compitió en el concurso Miss Noruega, pero fue descalificada debido a que previamente ella había participado en películas pornográficas y según las reglas del concurso ninguna candidata puede exhibirse desnuda en ningún ámbito comercial o público. En el 2005, participó en el reality Big Brother (Suecia vs. Noruega). 
Es amiga cercana de las modelos de glamour suecas Marie Plosjö, Natacha Peyre y Elita Löfblad, quienes participaron en un documental acerca de Aylar.

## Carrera musical
En el 2006, Aylar lanzó un cover de la canción «Boys» de la italiana Sabrina, que fue un gran éxito en 1987.
Ella aparece en los videos musicales del cantante sueco Basshunter «Now You're Gone», «All I Ever Wanted», «Angel in the Night», «I Miss You», «Every Morning» y «I Promised Myself», «Northern Light» las cuales tienen millones de visitas en YouTube.
Aylar también aparece en el video «First Time» de Sunblock. Dicha canción fue un gran éxito en el verano del 2007. Aylar canta al lado de Youssef en la canción «Mamacita».
Aylar ha sido firmado por Dance Nation. El día 16 de abril se descubrió su primer videoclip con Ocean Drive; «Some People».
Warner Music acaba de lanzar el nuevo video musical «Dasa bala» con el persa / Arash artista sueco de platino con el artista sueco populares Timbuktu y Aylar.